# Assedio di Heidelberg (1622)
La Presa di Heidelberg o conquista imperiale di Heildelberg fu un assedio che ebbe luogo dal 23 luglio al 19 settembre 1622, ad Heidelberg, nel Palatinato, tra le forze ispano-imperiali guidate dal conte di Tilly e da don Gonzalo Fernández de Córdoba contro le forze anglo-protestanti di Federico V del Palatinato, comandate da sir Gerard Herbert e da sir Horace Vere, nel contesto della guerra dei trent'anni. Il 16 settembre la città di Heidelberg venne presa ed il castello locale si arrese tre giorni dopo alle forze imperiali.

## Antefatto
Nel 1620 il comandante spagnolo don Ambrogio Spinola decise di adottare la strategia fabiana nella speranza di sbloccare la situazione del conflitto creatasi a livello europeo, costringendo gli inglesi ed i loro alleati nello scontro a cercare di acquartierarsi per l'inverno. Sir Horace Vere divise le sue truppe in tre importanti fortezze del Palatinato. Egli occupò personalmente Mannheim, sir Gerard Herbert rimase al castello di Heidelberg e sir John Burroughs prese le difese di Frankenthal.
All'inizio del 1621 l'Unione Protestante si ruppe la guarnigione inglese dovette retrocedere. La guarnigione al comando di sir Horace Vere a Mannheim ricevette all'inizio del 1622 la visita del detronizzato Federico V del Palatinato che promise di continuare a pagarli e ad occuparli nella guerra sfruttando il fatto che le sue armate, assieme a quelle del generale Ernst von Mansfeld, avevano inflitto un momentaneo scacco agli imperiali comandati dal conte di Tilly presso Wiesloch (aprile). Alcune settimane dopo, ad ogni modo, il conte di Tilly, rinforzato dall'esercito spagnolo di don Gonzalo Fernández de Córdoba, inflitte pesanti sconfitte ai protestanti, catturando un gran numero di città tedesche tenute saldamente da Federico V, il quale alla fine venne costretto ad abbandonare Mannheim.

## L'assedio
Le forze combinate protestanti, con un totale di 25 000 uomini, si posizionarono nella riva occidentale del Reno per fronteggiare l'avanzata del nemico nel Palatinato.
Le guarnigioni inglesi si trovavano infatti accerchiate dalle forze imperiali e spagnole al comando dei generali Tilly e Córdoba. Heidelberg venne assediata dalle forze ispano-imperiali. Vere si risolse ad abbandonare il tutto vedendo la sua posizione ormai senza speranza.
Nel luglio del 1622 venne deciso che le forze protestanti al comando di Ernst von Mansfeld e di Cristiano di Brunswick avrebbero dovuto marciare verso i Paesi Bassi per prestare assistenza durante l'assedio di Bergen op Zoom. Quando gli spagnoli seppero di questa mossa, Córdoba venne richiamato urgentemente per intercettarli. Lo scontro avvenne nella sanguinosa battaglia di Fleurus del 29 agosto, ma l'assedio di Bergen dovette essere abbandonato.
Dopo undici settimane di resistenza, Heidelberg cadde infine il 19 settembre 1622.
Il comandante inglese delle forze protestanti, sir Gerard Herbert, venne mortalmente ferito nel corso dell'assedio.

## Conseguenze

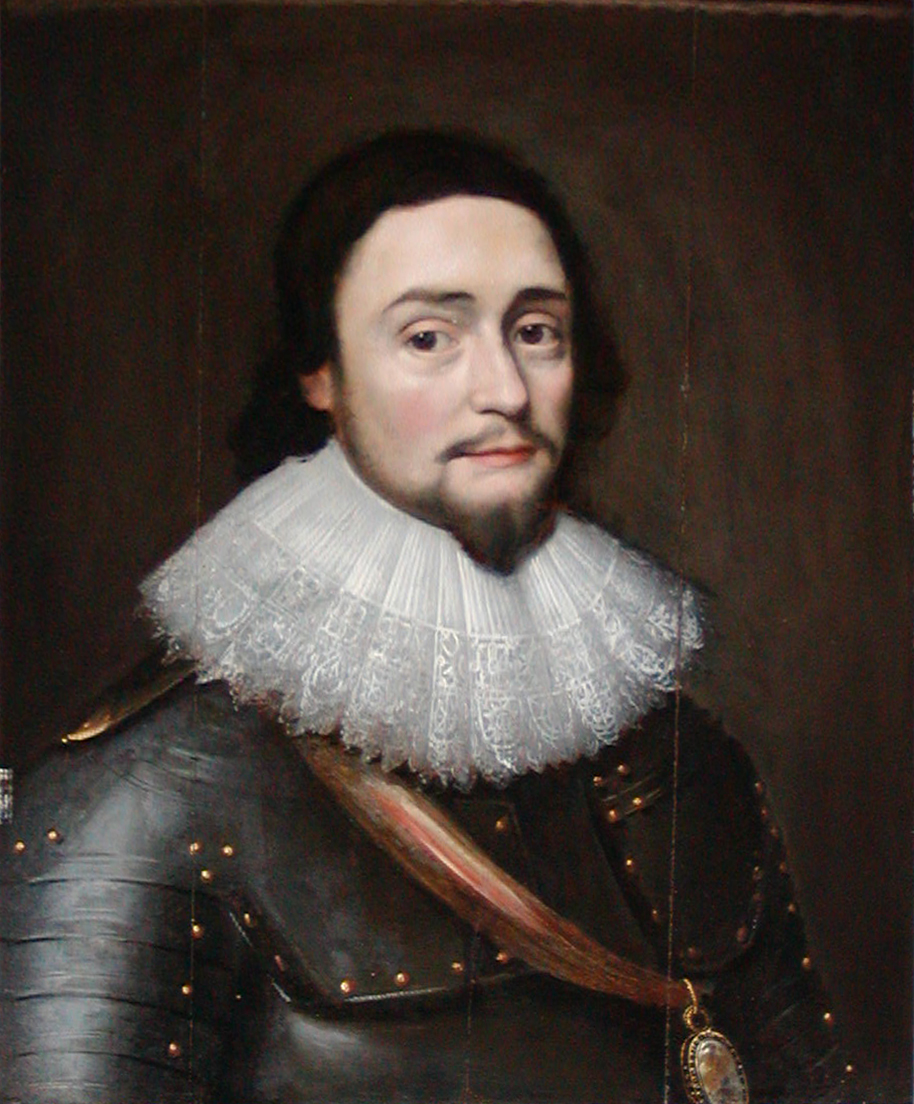
Federico V del Palatinato in un ritratto di Michiel van Mierevelt.

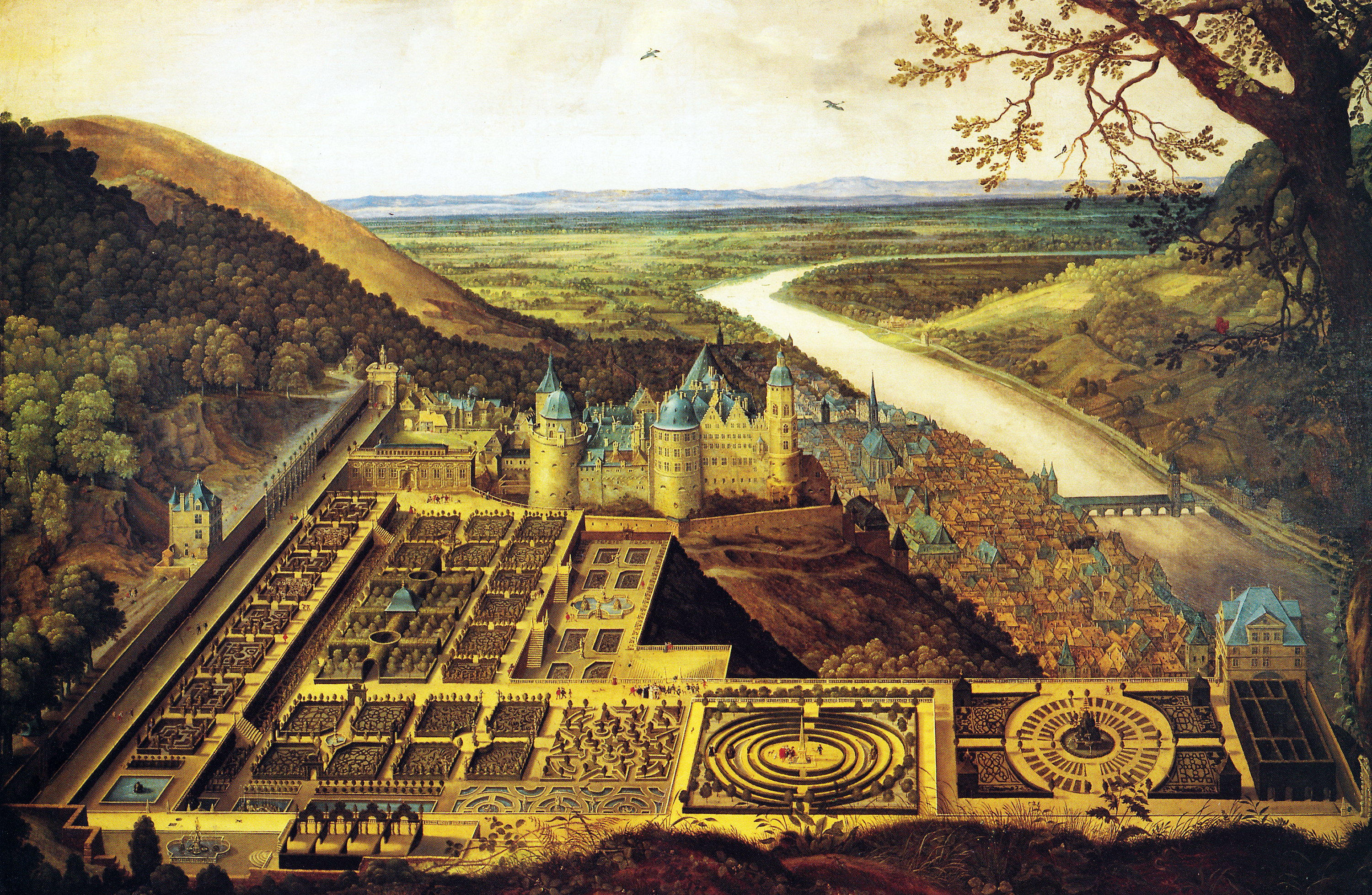
Il castello di Heidelberg e lHortus Palatinus commissionato da Federico V all'architetto di giardini inglese Inigo Jones e all'ingegnere francese Salomon de Caus.

Il procedere degli spagnoli fu incessabile e dopo la caduta di Heidelberg e la difesa disperata dei protestanti a Mannheim, l'esercito spagnolo catturò la città. Infine le forze difensive anglo-protestanti al comando di sir Horace Vere, vennero sconfitte e dovettero capitolare.
Solo la città di Frankenthal rimase leale a Federico V del Palatinato, difesa dalle forze di sir John Burroughs, ma venne infine anch'essa travolta dagli spagnoli l'anno successivo, consegnando loro il possesso dell'intero Palatinato.